# 공정거래위원회의 법위반사실 공표명령 사건
공정거래위원회의 법위반사실 공표명령 사건 (헌법재판소 2002· 1· 31· 2001헌바43 전원재판부)은 대한민국의 헌법재판소 판례이다.

## 사실관계
청구인인 사단법인 대한병원협회는 보건복지부가 의약분업 시행을 앞두고 '의약품실거래가 상환제'를 실시하자, 사단법인 대한의사협회와 함께 2차례에 걸쳐 의사대회를 개최하였다. 이에 대한민국 공정거래위원회는 청구인의 위 행위가 구성사업자들로 하여금 휴업 또는 휴진을 하게함으로써 구성사업자와 사업 내용 또는 활동을 부당하게 제한하는 행위로 보아 독점규제및공정거래에관한법률 제26조 제1항 제3호에 해당한다는 이유로 청구인에게 동 행위를 금지함과 동시에 4대 중앙일간지에 동법위반사실을 공표하도록 함과 아울러 시정명령 등 처분을 하였다.
청구인은 서울고등법원에 공정거래위원회를 상대로 위 처분의 무효 또는 취소를 구하는 소송을 제기하고 그 소송 계속중 위 처분의 근거조항인 독점규제및공정거래에관한법률 제27조의 '법위반사실 공표명령'이 양심의 자유, 인간의 존엄과 가치 및 인격권, 진술거부권을 침해한다고 주장하며 위헌여부심판의 제청신청을 하였으나, 위 법원이 제청신청을 기각하자 이 사건 헌법소원심판을 청구하였다.

## 주문
위헌

## 이유

### 양심의 자유의 침해여부
단순한 사실관계의 확인과 같이 가치적, 윤리적 판단이 개입될 여지가 없는 경우는 물론, 법률해석에 관하여 여러 견해가 갈리는 경우처럼 다소의 가치관련성을 가진다고 하더라도 개인의 인격형성과는 관계가 없는 사사로운 사유나 의견 등은 그 보호대상이 아니라고 할 것이다.
단순히 법위반사실 자체를 공표하려는 것일 뿐, 사죄 내지 사과하라는 의미요소를 가지고 있지는 아니하다. 따라서 이 사건 법률조항의 경우 사죄 내지 사과를 강요함으로 인하여 발생하는 양심의 자유의 침해문제는 발생하지 않는다.

### 일반적 행동의 자유의 침해여부
행위자가 자신의 행복추구를 위하여 내키지 아니하는 일을 하지 아니할 일반적 행동자유권과 인격발현 혹은 사회적 신용유지를 위하여 보호되어야 할 명예권에 대한 제한에 해당한다.

### 과잉금지원칙의 위배여부
위법행위가 재발하는 것을 '방지'할 필요에서 규정한 것으로 입법목적의 정당성이 인정된다.
형사재판이 개시되기도 전에 공정거래위원회의 행정처분에 의하여 무조건적으로 법위반을 단정, 그 피의사실을 널리 공표토록 한다면 적합한 수단으로 볼 수 없다.
'공정거래법을 위반하였다는 사실을 인정하여 공표'하라는 과잉조치 대신 '법위반혐의로 인하여 시정명령을 받은 사실의 공표'라는 보다 가벼운 수단을 택하게 하는 방안도 검토될 수 있다. 결론적으로 '법위반 사실의 공표'는 행위자의 일반적 행동의 자유 및 명예를 지나치게 침해한다.

### 무죄추정원칙의 위배여부
법위반사실의 공표명령은 공소제기조차 되지 아니하고 단지 고발만 이루어진 수사의 초기단계에서 아직 법원의 유무죄에 대한 판단이 가려지지 아니하였는데도 관련 행위자를 유죄로 추정하는 불이익한 처분이라고 하지 아니할 수 없다.

### 진술거부권의 침해여부
그 내용상 행위자로 하여금 형사절차에 들어가기 전에 법위반행위를 일단 자백하게 하는 것이 되어 진술거부권도 침해한다.

## 참고 문헌
- 정회철, 최근 5년간 헌법중요판례 200, 도서출판 여산, 2012.
- 헌법재판소 2002· 1· 31· 2001헌바43 전원재판부
- p 419, 차강진, 헌법강의 제8판, 청출어람, 2008.

## 같이 보기
- 양심의 자유
- 일반적 행동자유권